# グルンヴァルト記念碑
グルンヴァルト記念碑 (Polish: Pomnik Grunwaldzki) は、クラクフ旧市街のマテイコ広場にある、ポーランド王ヴワディスワフ2世 (1352年–1434年)の騎馬像を中心とした記念碑。1910年にグルンヴァルトの戦い（第一次タンネンベルクの戦い）500周年を記念して建立された。第二次世界大戦時にクラクフを占領したナチ・ドイツに破壊されたが、1976年にマリアン・コニェツヌィの指導により再建された。

## 歴史

### 製作
グルンヴァルト記念碑はポーランド人彫刻家アントニ・ヴィヴルスキとフランツィシェク・ブラックにより設計され、著名なピアニストで後にポーランド首相となるイグナツィ・ヤン・パデレフスキにより建設された。パデレフスキは、1410年7月15日にポーランドとリトアニアがドイツ騎士団に対して勝利をおさめたグルンヴァルトの戦いから1910年で500周年になることを記念したいと考えていた当初、記念碑を建てる場所について論争が起きた。主な候補として精霊広場 (Plac Św. Ducha、パデレフスキの意向)や聖ベルナルド教会前の広場、マテイコ広場が挙がったが、最終的にヤギェウォ朝初期の様子を彷彿とさせるクラクフの城壁に近接しているマテイコ広場が選ばれた。1910年4月、礎石が設置された。当時のクラクフはオーストリアの支配下にあったため、記念碑の計画は秘密裏に進められた。ヴィヴルスキ本人ですら、自分の作っている像が最終的にどうなるのか詳しいことを知らなかった。台座には、フランスのアバンヴィルに本社を持つLe Granite社が所有する、スウェーデンのヴァネヴィク採石場から運ばれた花崗岩が使われた。ヴィヴルスキはヴワディスワフ2世像の制作をパリで進めていたが、急病にかかり作業を中断したこともあった。像を作るための青銅は、フランスのMalleset社が提供した。完成したヴワディスワフ2世像は、鉄道でフランスからスイスを経由しクラクフへ送られた。プロジェクトに要した総額は、500,000オーストリア＝ハンガリー・クローネと推定されている。
1910年7月15日、グルンヴァルトの戦いの500周年の日に、公式な記念式典が行われた。グルンヴァルト記念碑の除幕式には15万人が詰めかけた。出席者の中には、ガリツィア陸軍司令官 (事実上の首相) スタニスアフ・バデーニやクラクフ市長ユリウシュ・レオ、スポンサーであるパデレフスキもいた。

### 破壊と再建
第二次世界大戦時、1939年11月から1940年4月までの間に、グルンヴァルト記念碑はナチ・ドイツにより計画的に破壊された。台座はダイナマイトで吹き飛ばされ、像はドイツへ持ち去られた。クラクフがソビエト連邦軍に解放された後の1945年1月28日、グルンヴァルト記念碑の再建が決定された。さしあたり、台座の花崗岩のブロックが捨て置かれていた場所から発見され、元あった位置に戻された1972年、グルンヴァルト記念碑再建委員会（Komitet Odbudowy Pomnika Grunwaldzkiego）という特別委員会が発足した。クラクフ市歴史博物館に残っていた像のミニチュアや戦前の写真を基に、芸術家のマリアン・コニェツヌィが記念碑を再建することになった。台座となる新たな花崗岩がシュクラルスカ・ポレンバ地方から運ばれ、像のブロンズはグリヴィツェ産のものが使われた。1976年10月16日、グルンヴァルト記念碑は正式な再除幕を迎えた。グルンヴァルト記念碑の前には、ヴィクトル・ズィンがデザインした大理石の飾り板でできた無名戦士の墓がある。
2010年9月10日、クラクフでグルンヴァルトの戦い600周年と、グルンヴァルト記念碑建設100周年の記念イベントが開かれた。2016年には、記念碑の大規模な改装と清掃が行われた。

## 記念碑の概要
グルンヴァルト記念碑は高さ24メートル (78 ft)で、上部はヴワディスワフ2世の騎馬像になっている。王は左手に頭絡、右手に剣を持っている。記念碑の南側前面にはリトアニア大公ヴィータウタスの像もあり、その足元にはグルンヴァルトの戦いで斃れたドイツ騎士団総長ウルリッヒ・フォン・ユンキンゲンが横たわっている。記念碑の東側には投げ捨てられたドイツ騎士団の旗を拾うポーランド騎士とそのペイジ、西側には角笛を吹いてドイツ騎士団の騎士の捕虜を引っ立てるリトアニア戦士、そして北側には、奴隷からの解放を象徴するように手枷を投げ捨てる農民の像が並び立っている。

## ギャラリー

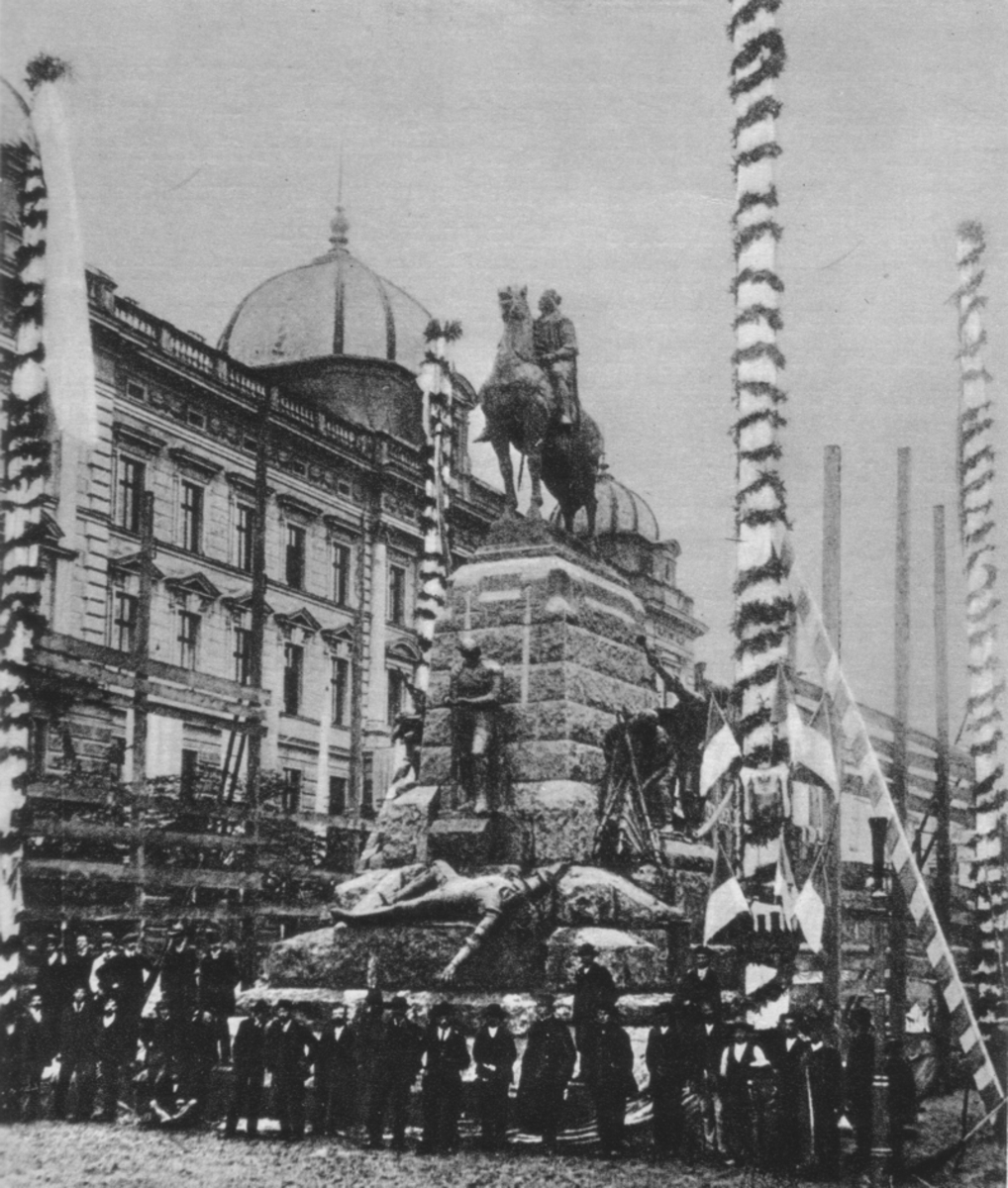
1910年の除幕式
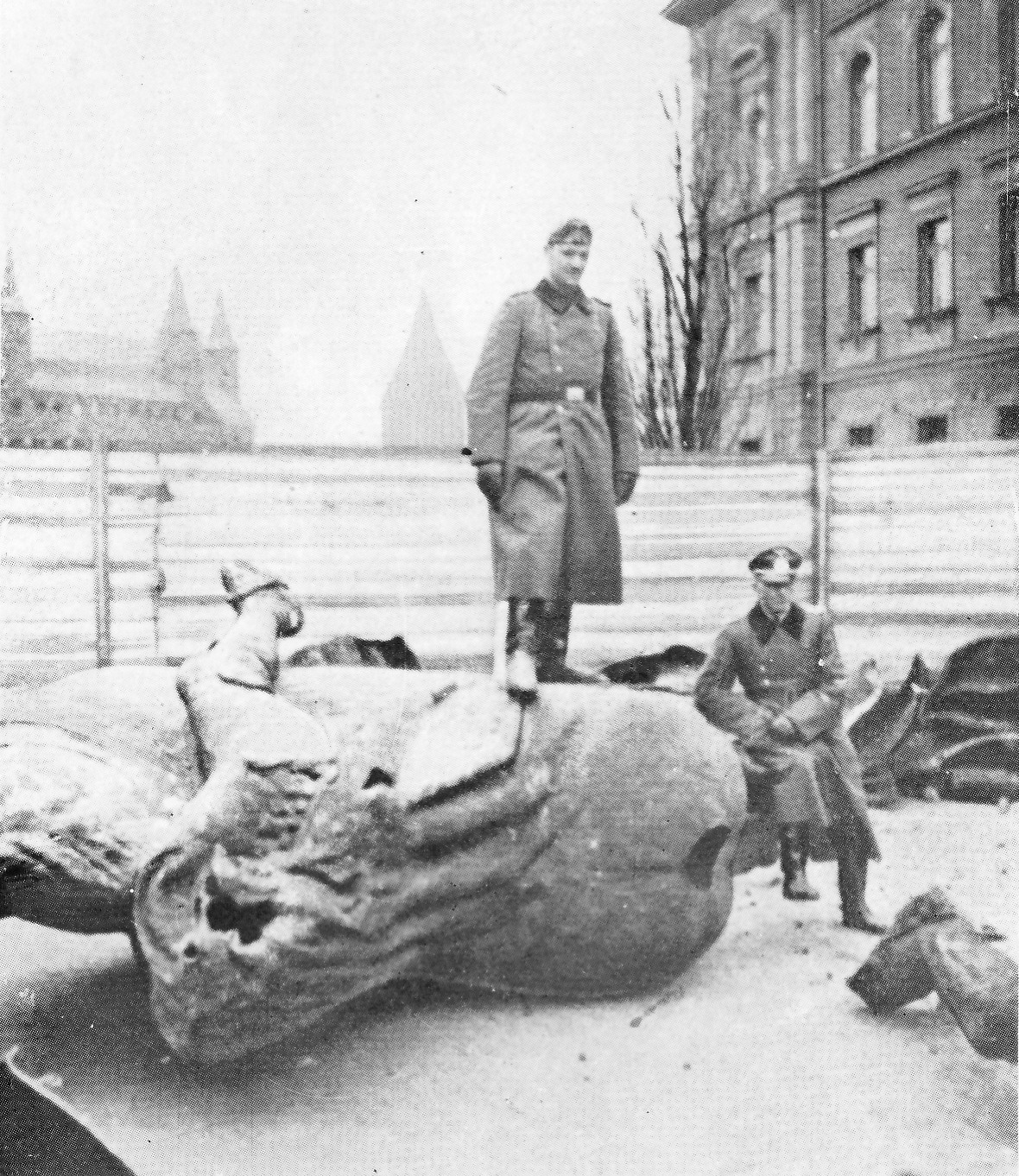
第二次世界大戦で破壊されたグルンヴァルト記念碑とドイツ兵
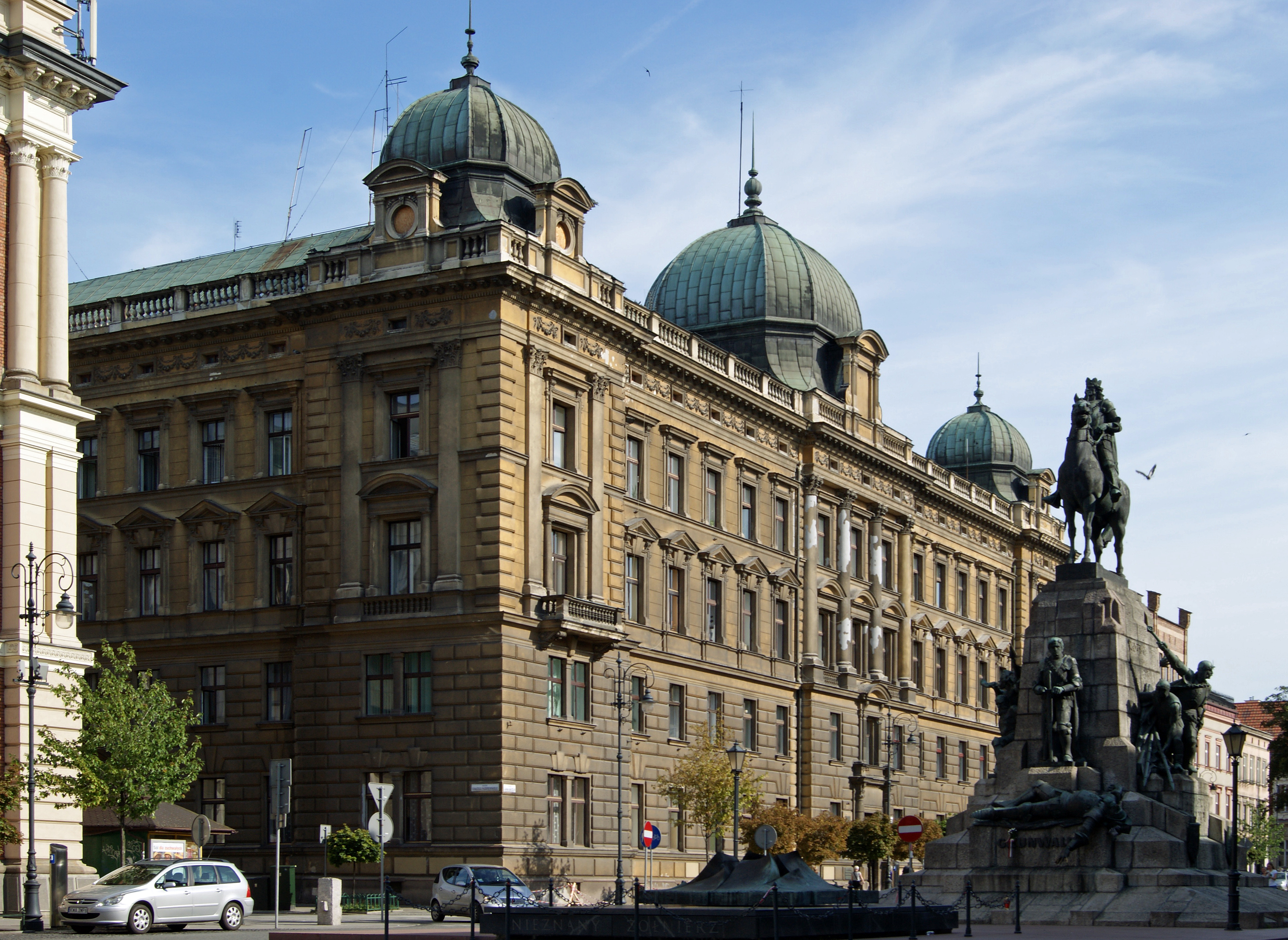
改装前のグルンヴァルト記念碑（2006年）
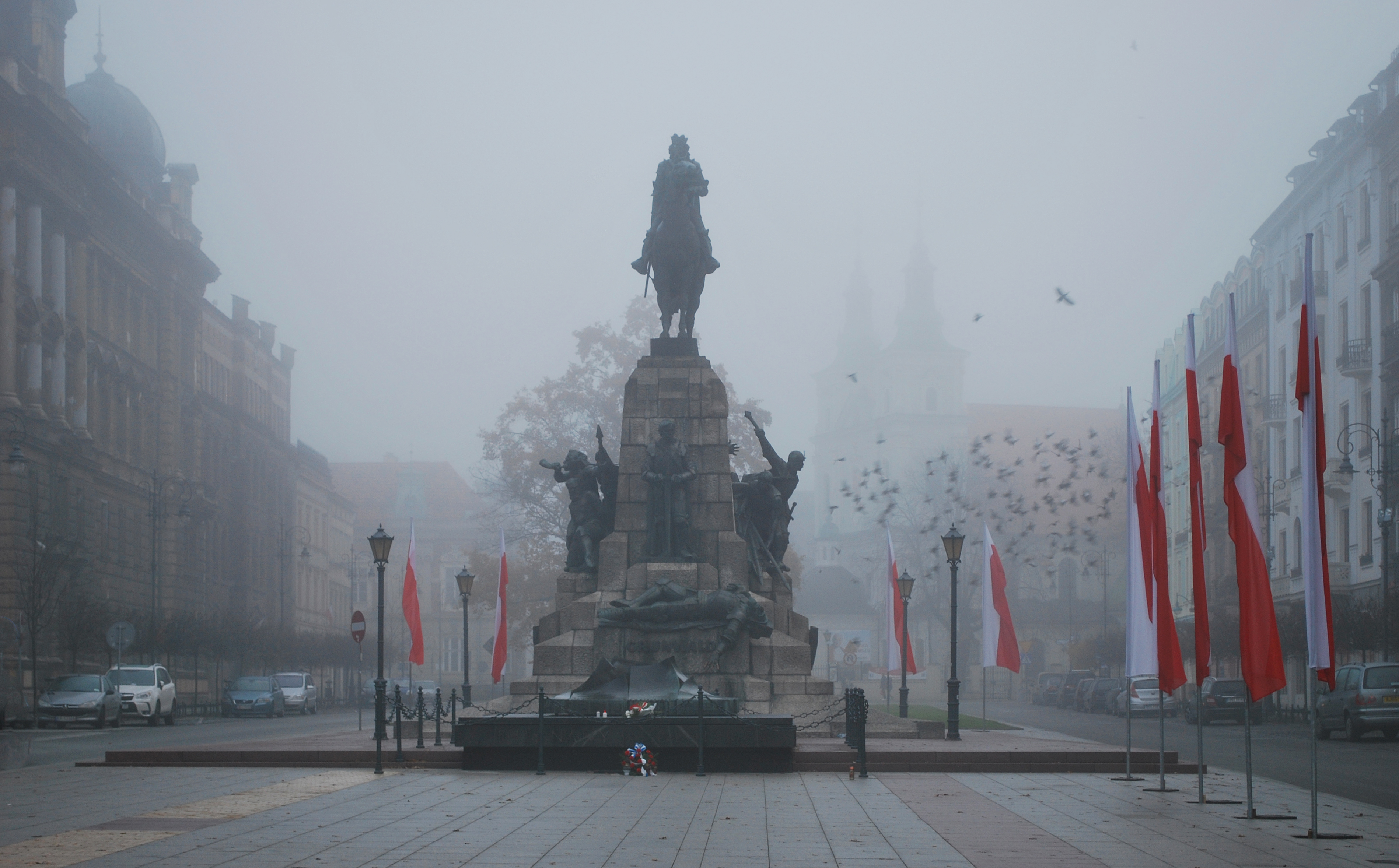
クラクフ、マテイコ広場のグルンヴァルト記念碑と無名戦士の墓
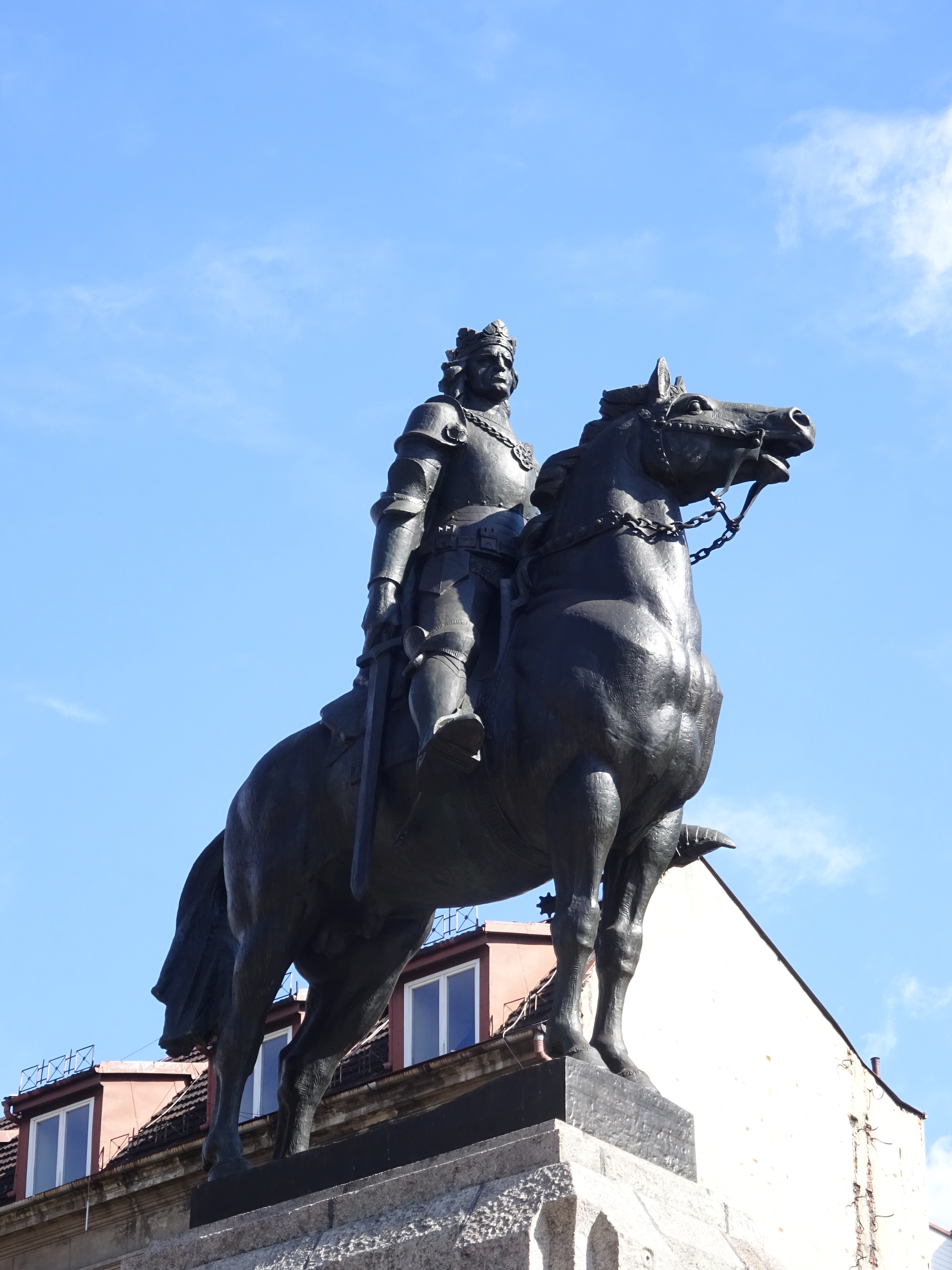
上部：ヴワディスワフ2世の像
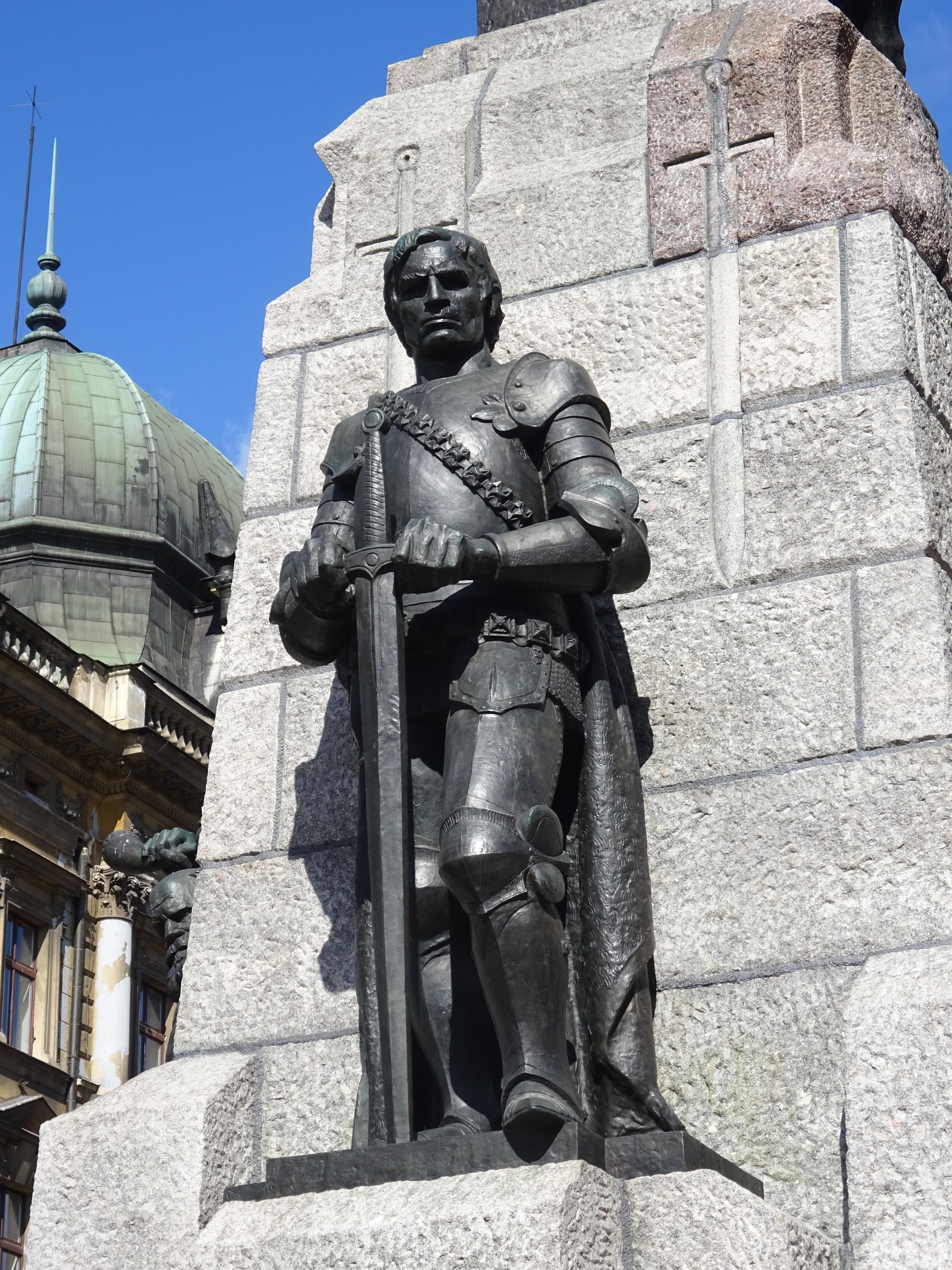
南側：ヴィータウタスの像
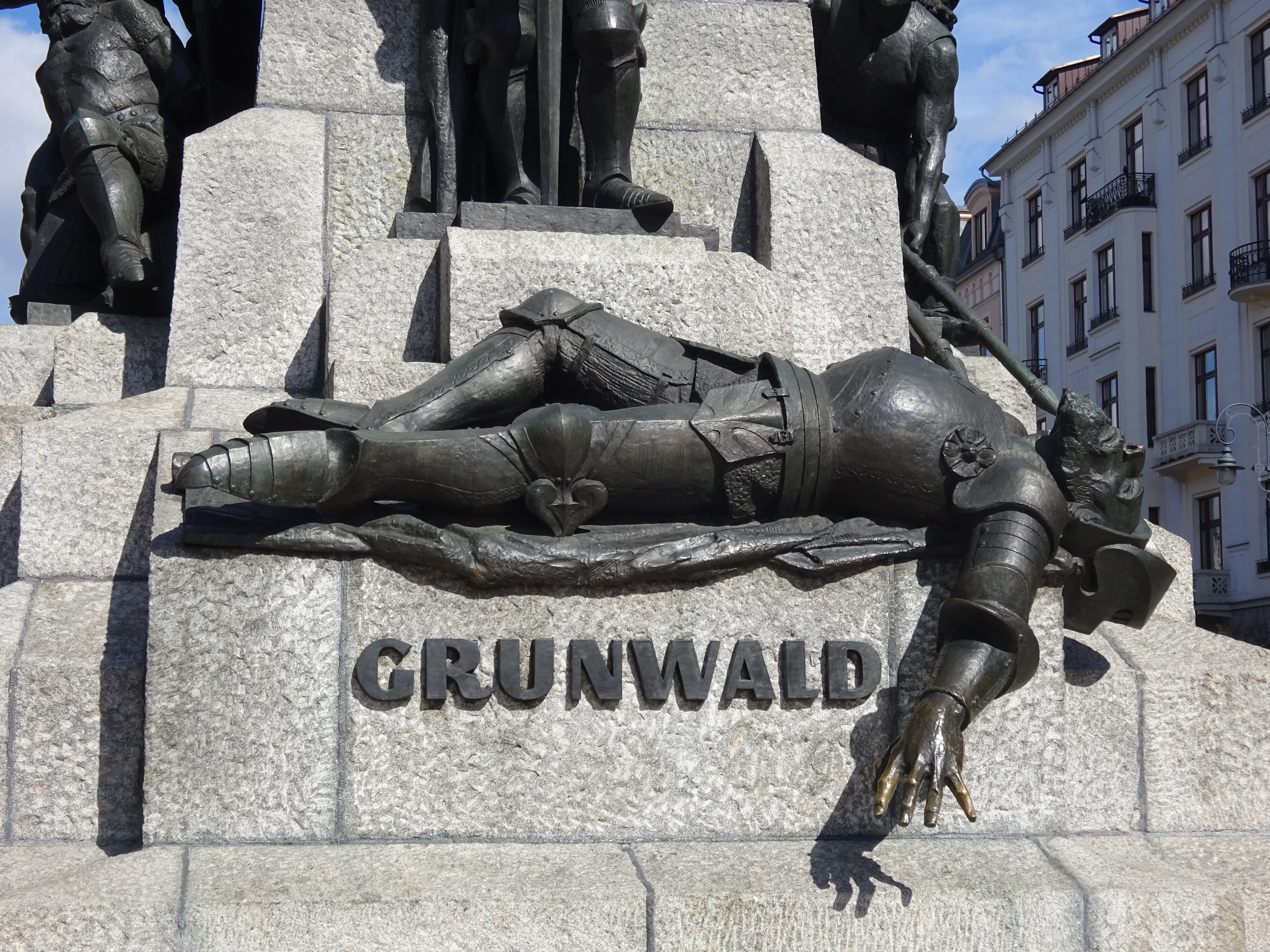
南側：ウルリッヒ・フォン・ユンキンゲンの像
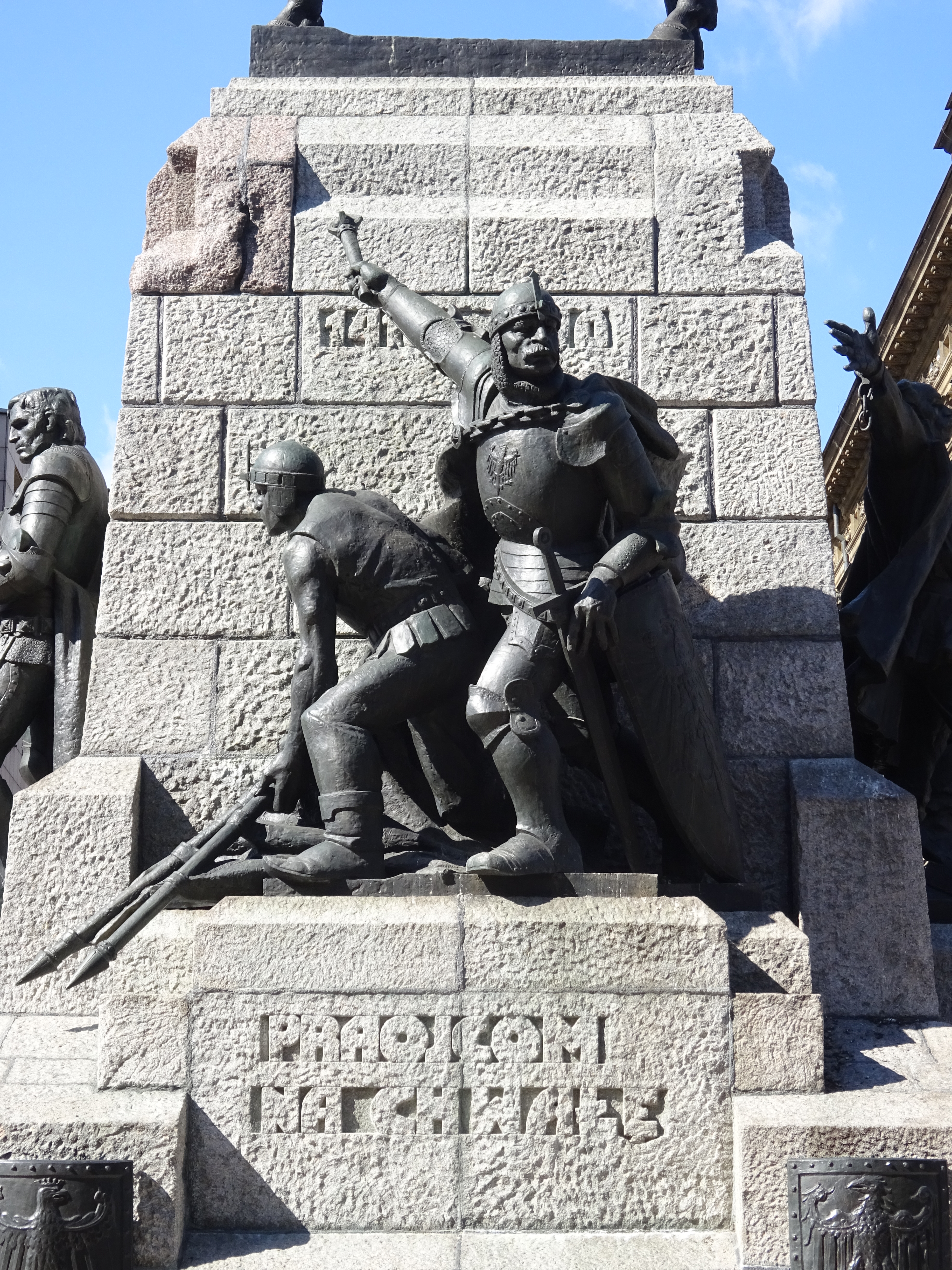
東側：軍旗を拾うポーランド騎士と従者
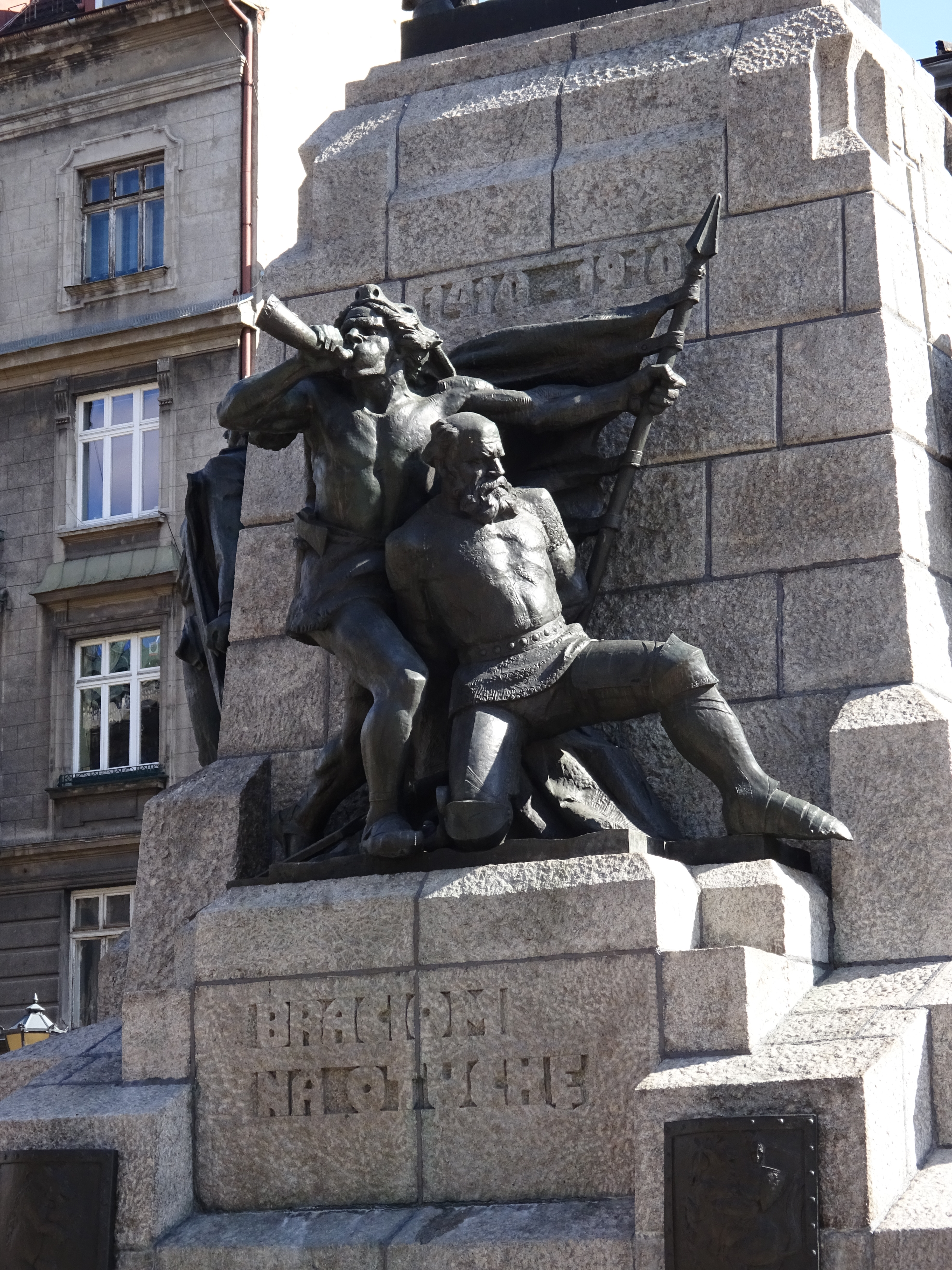
西側：ドイツ騎士団騎士を捕らえたリトアニア戦士
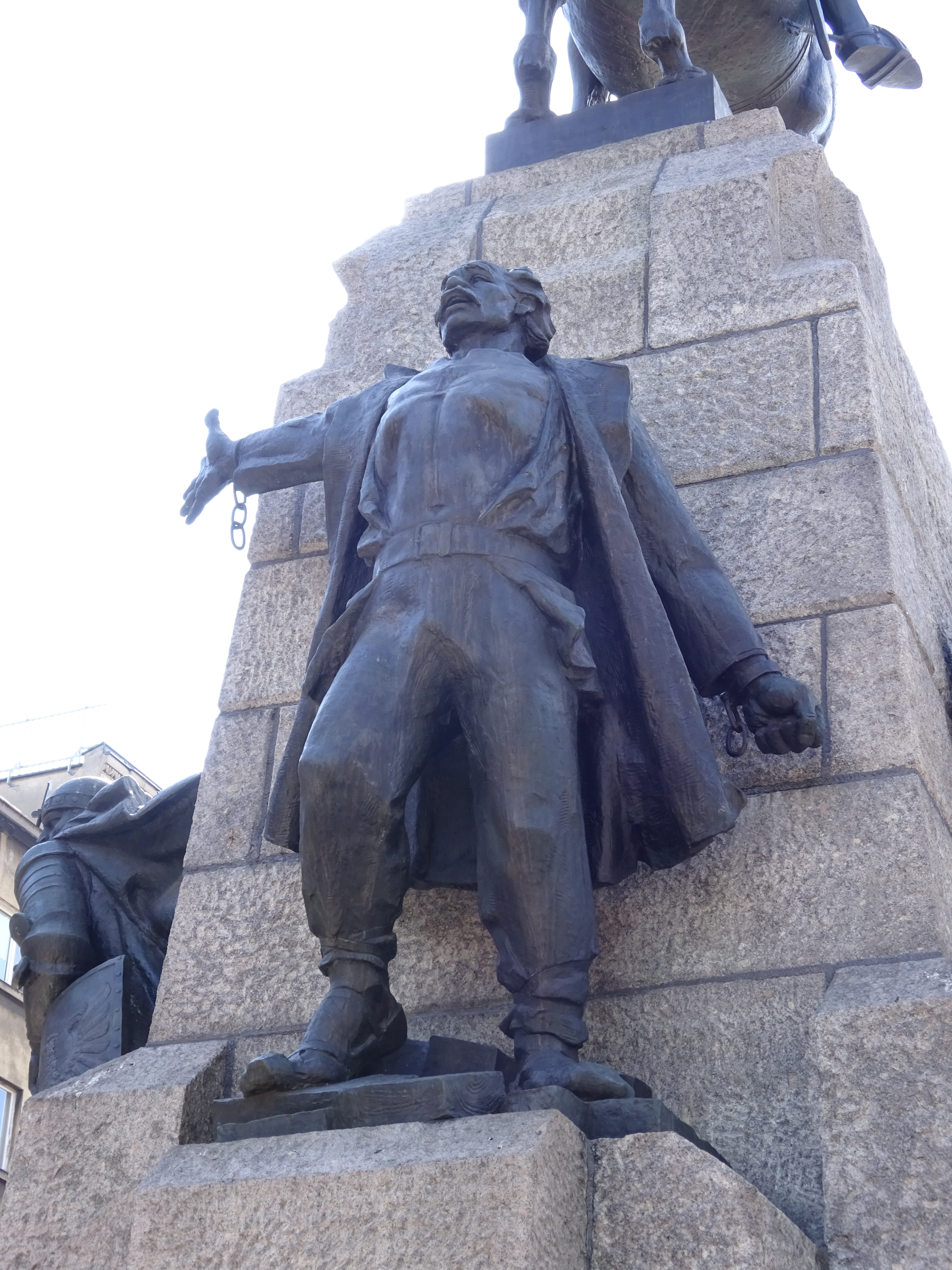
北側：自由を手にした農民